# Магадха
Ма́га́дха (санскр. मगध) — древняя страна и историческая область в Индии, упоминаемая ещё в «Рамаяне» и «Махабхарате», управлялась царями-буддистами. За долгую историю Индии сменялось множество династий Магадхи (Шайшунага, Нанда и др.). Магадха входила в список шестнадцати махаджанапад — больших государств в буддийских и джайнских источниках. Царь Бимбисара (543—491 до н. э.) из династии Харьянка, живший во времена Будды, способствовал развитию буддизма и хорошо относился к джайнизму.

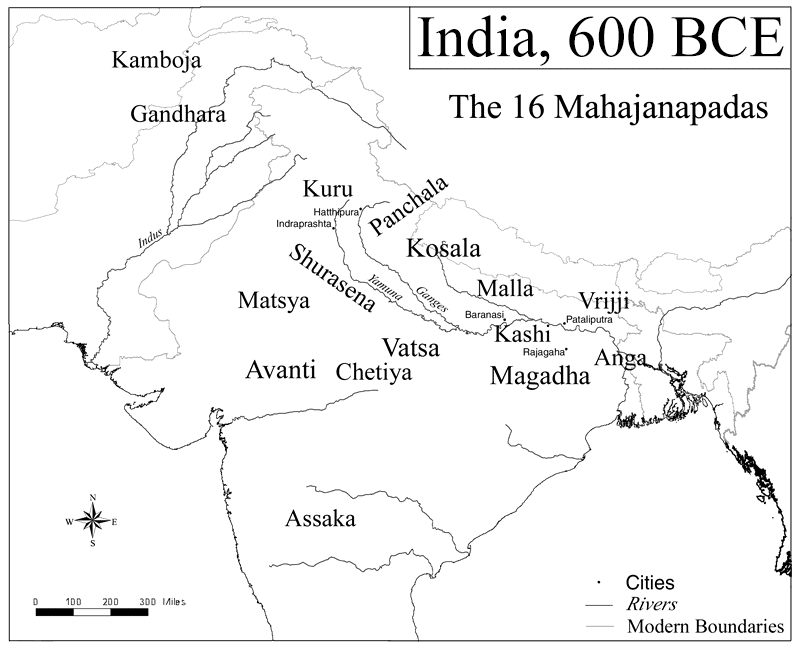
Индия около 600 до н. э. и Махаджанапады

Образование Магадхи, по сведению в ведических текстах, произошло около 600 года до н. э. Самое раннее упоминание Магадхи происходит в Атхарваведе, где они перечисляются наряду с ангами, гандхари и муджаватами. Ядром королевства была область Бихара к югу от Ганга; его первой столицей была Раджагриха (современный Раджгир), затем Паталипутра (современная Патна). Магадха расширилась, когда была присоединена большая часть Бихара и Бенгалии с завоеванием Конфедерации Ваджжи и Анги. В конечном итоге королевство Магадха охватило Бихар, Джаркханд, Ориссу, Западную Бенгалию, восточный Уттар-Прадеш и районы современных Бангладеш и Непала.

## География
Королевство Магадха, (до расширения) соответствовало современным районам Патна, Джаханабад, Наланда, Аурангабад, Арвал Навада и Гая на юге Бихара и частям Бенгалии на востоке. Он был ограничен на севере рекой Ганг, на востоке — рекой Чампа, на юге — хребтом Виндхья и на западе — рекой Сон. В государстве Великой Магадхи была собственная культура и система верований, предшествовавшая индуизму. Большая часть второй урбанизации произошла около 500 года до н. э., и именно в Магадхи джайнизм стал сильным и возник буддизм. Важность культуры Магадхи можно увидеть в том, что буддизм, джайнизм и индуизм приняли некоторые из его особенностей, наиболее значительную из которых составляет вера в возрождение и кармическое возмездие.

## История
Существует мало определённой информации о ранних правителях Магадхи. Наиболее важными источниками являются буддистский канон Пали, джайнские агамы и индуистские пураны. Исходя из этих источников, похоже, что Магадхой управляла династия Харьянка около 200 лет (с 543 до 413 года до н. э.).
Сиддхартха Гаутама, основатель буддизма, большую часть жизни прожил в королевстве Магадха. Он достиг просветления в Бодх-Гайе, произнес свою первую проповедь в Сарнатхе, и первый буддийский совет был проведен в Раджгрихе.
Основатель династии Бимбисара был сыном мелкоrо вождя из Южноrо Бихара. Полученные в наследство земли он значительно расширил удачными браками, а также военными походами против соседей (завоевывал Королевство Анга в современной Западной Бенгалии), утвердив свою власть не только в Maraдxe, но и на обширных территориях вокруг неё. Короля Бимбисара убил сын Аджаташатру.
Аджаташатру хотел захватить земли к северу от реки Ганг, поэтому вел войну с Личави, которая продолжалась на протяжении 15 лет. Около 468 года до н. э. Аджаташатру победил конфедерацию Личави, посеяв смуту среди Личави и применив тяжёлые катапульты у стен Вайшали. Описание этих событий в буддийских и джайнийских источниках противоречиво.
Последним значительным правителем династии Харьянка был Удайин. Ero преемники боролись между собой за власть (в хрониках их называют отцеубийцами). Этим воспользовался министр Шайшунara, который захватил трон и основал новую династию в 413 году до н. э.
Министр Махападма Нанда убил Калашоку из династии Шайшунага в 367 году до н. э. и захватил престол, хотя ещё какое-то время прикрывался сыновьями Калашоки (до 345 года до н. э.).
В 326 году до н. э. армия Александра подошла к западным границам Магадхи. Армия, измученная и напуганная перспективой столкновения с другой гигантской индийской армией у Ганга, взбунтовалась у реки Биас и отказалась идти дальше на восток. Александр, после встречи со своими офицерами, был убежден, что лучше вернуться и повернул на юг и дошел вниз по Инду к океану.
Около 321 года до н. э. Чандрагупта Маурья уничтожил династию Нанда, став первым царем великой династии Маурьев и империи Маурьев с помощью Чанакья. Позже Империя распространилась на большую часть Южной Азии при короле Ашоке, который был сначала известен как «Ашока Жестокий», но позже стал учеником буддизма и стал известен как «Дхарма Ашока». Позже империя Маурьев, как и империи Шунга и Харабеша, закончилась заменой империей Гупта. Столицей империи Гупта оставалась Паталипутра в Магадхе.

## Культура
Несколько шраманских движений существовали до VI-го века до н. э. повлияли на традиции астики и настики индийской философии. Шраманское движение породило широкий спектр неортодоксальных верований, начиная от принятия или отрицания концепции души, атомизма, антиномической этики, материализма, атеизма, агностицизма, фатализма до свободной воли, идеализации крайнего аскетизма и семейной жизни, строгой ахимсы (ненасилие) и вегетарианство к допустимости насилия и мясоедения. Магадхское царство было центром этих изменений.
Магадхские религию называют традиционно шрамана и включают джайнизм, буддизм и шивику. Буддизм и джайнизм были религиями, продвигаемыми ранними магадхскими царями, такими как Среника, Бимбисара и Аджаташатру, и последовавшей за этим династией Нанда (345—321 годах до н. э.). Эти религии шраманов не поклонялись ведическим божествам, практиковали некоторую форму аскетизма и медитации (джхана) и стремились построить круглые курганы (называемые ступами в буддизме), а также искали освобождение от циклических циклов перерождения и кармического возмездия через духовное знание.

## Правители Магадхи

### Правители династии Харьянка (545—413 годах до н. э.)
- Бимбисара (с 545 до 493 года до н. э.)
- Аджаташатру (с 493 до 461 года до н. э.)
- Удаин (с 461 до 445 года до н. э.)
- Ануруддха[порт.] (с 445 до 437 года до н. э.)
- Мунда[порт.] (с 445 до 437 года до н. э.)
- Haraдacaкa[англ.] (с 437 до 413 года до н. э.).

### Правители династииШайшунага(413—345 годах до н. э.)
- Шайшунага (с 413 до 395 года до н. э.)
- Калашока (с 395 до 367 года до н. э.)

Сыновья Калашоки, сменяя друr друrа, правили с 367 по 345 годах. до н. э.: Кшемадхарма, Кшетаджита, Видхисара (Бимбисара), Aджатacaтpy, Дарсака, Удаяна, Нандивардхана, Махананди (Аугpасайя).

### Правители династииНанда(345—320/13 годах до н. э.)
- Махападма (или Уграсена Нанда) (с 345 до 325 года до н. э.)
- Дхана Нанда[англ.] (с 325 до 320/13 года до н. э.)

Позднее на территории Магадха были государства:
- 320/13—187 годах до н. э. — империя Маурьев
- 185—73 годах до н. э. — Шунга
- 75—26 годах до н. э. — династия Канва
- с 320 по 550 годах н. э. — империя Гупта